# Archipel Los Testigos
L’archipel de Los Testigos est une dépendance fédérale du Venezuela. Il est formé de huit îles et îlots, d'une superficie totale de 6,53 km2 et il est situé à 80 km au nord-est de l'île Margarita.

## Caractéristiques
L'archipel se trouve au nord-est de l'île Margarita. Il est formé de huit îles, sur lesquelles sont répartis 197 habitants en 2001. Presque chaque île est habitée, en majorité par des gens originaires de l'île Margarita.
Les îles ont une superficie totale de 6,53 km². Elles sont accostables par bateau et par canot qui partent de l'État voisin de Nueva Esparta.
L'archipel de Los Testigos est situé à environ 425 km (255 miles) au nord-est de la ville de Caracas, et à 80 km (48 miles) au nord-est de l'île Margarita.
Il y règne un climat chaud et semi-aride, similaire à celui des îles de l'archipel de Los Frailes.
Une petite base militaire de garde-côtes des Forces armées vénézuéliennes se trouve sur l'île Testigo Grande.

## Îles de l'archipel
| Nombre | Nom de l'île ou de l'îlot | Superficie Hectares | Notes |
| ------ | ------------------------- | ------------------- | --- |
| 1      | Île Testigo Grande        | 466,0               | Île principale de l'archipel, la plus grande en superficie. Elle est peu peuplée. |
| 2      | Île Conejo                | 71,4                | Deuxième plus grande île de l'archipel, située à l'est de l'île Testigo Grande. |
| 3      | Île Iguana                | 64,0                | Située au sud-ouest de l'île principale, c'est la troisième plus grande île de l'archipel, sur laquelle se trouve la base militaire de la Marine. L'île est peuplée par la majeure partie des 197 personnes qui peuplent l'archipel. |
| 4      | Île Morro Blanco          | 11,8                | Île la plus méridionale de l'archipel, située au sud de l'île principale. Elle est inhabitée. |
| 5      | Île Noreste               | 10,0                | Elle est située comme son nom l'indique au nord-est de l'île principale, c'est l'île la plus isolée de l'archipel. |
| 6      | Île Rajada                | 12,0                | |
| 7      | El Chivo                  | 5,0                 | îlot situé à l'est de l'île Iguana |
| 8      | Peñón de Fuera            | 2,4                 | L'un des deux plus petits îlots ou rocs de l'archipel. |